# 891 мм

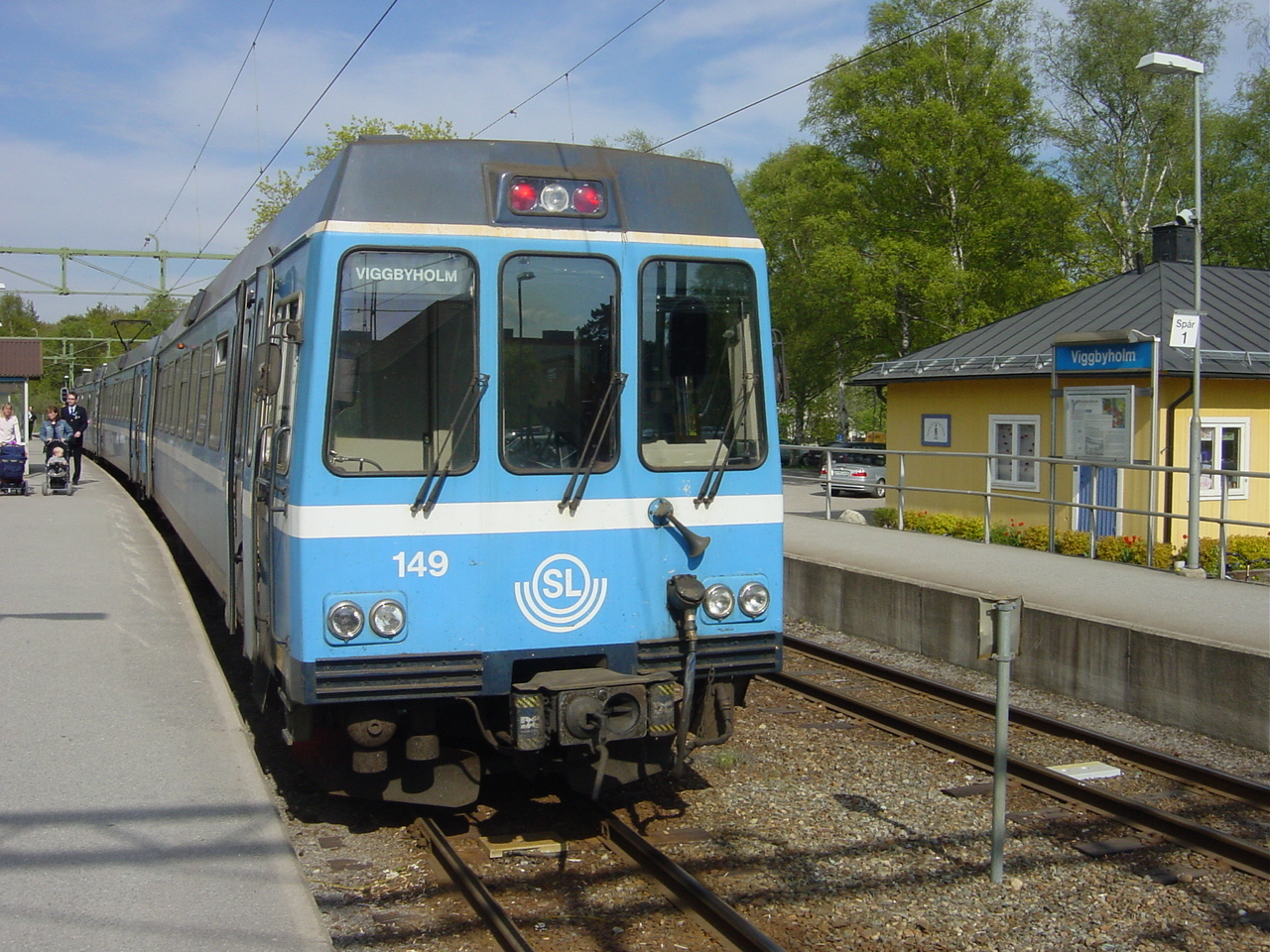
Roslagsbanan

Ширина колії 891 мм або  Шведська трифутова колія (швед. «trefotsbanor») — залізниця з колією 891 мм (2 ft 11+3⁄32 in), або 3 футова у старій шведській системі вимірювання. 
Залізниці з такою колією існували лише у Швеції. 

В ХІХ сторіччі була найпоширенішою вузькою колією у Швеції.

Станом на 2016 рік загальна довжина мереж з цією колією становить 65 км, повністю електрифікована 

У Швеції колись було декілька вузькоколійних залізниць, але більшість з них зараз закриті. 
Деякі з них були перешиті на стандартну колію (останньою була KBJ, Kalmar-Berga Järnväg, між Бергою і Кальмаром в 1970-х роках), а деякі залишилися як історичні залізниці.
Єдина комерційна шведська залізниця з шириною колії 891 мм, яка все ще використовується, — приміська залізниця Roslagsbanan на північному сході Стокгольма, вона буде використовуватися в осяжному майбутньому, а нові поїзди будуть доставлені в 2020 році 

Nordmark-Klarälvens Järnväg (NKlJ) — 175-кілометрова мережа, що мала склад з декількох ліній, побудованих з 1873 року.
Вона була електрифікована в 1920 році та мала 15 локомотивами AEG. 
В 1961 році було закуплено 5 локомотивів (АСЕА). 
Мережу демонтували в 1990 році. 
Лише лінію Карлстад — Скогхалл було перешито на стандартну колію і передано SJ. 

Найдовшою з історичних шведських залізниць трьох футів колії є 126-кілометрова історична лінія Оседа — Вірсерум, Гультсфред — Вестервік. 
70 км між Гультсфредом і Вестервіком влітку обслуговуються щоденними туристичними потягами, з них 4 км колії з подвійною колією. 
Туристичний рейковий автобус також курсує дистанцією завдовжки 27 км (Оседа — Вірсерум), хоча і рідше. 
Середня дистанція (Вірсерум — Гультсфред, 29 км) використовується лише дрезинами або не використовується взагалі.
Вузькоколійка Вадстена – Фогельста була частиною ширшої мережі в Естерйотланді.